# Krumvirichthys
Krumvirichthys brzobohatyi è una specie estinta di pesce osseo argentiniforme appartenente alla famiglia Bathylagidae. I suoi resti fossili sono stati ritrovati in Repubblica Ceca e risalgono all'Oligocene - Miocene inferiore. 

## Descrizione
Krumvirichthys brzobohatyi era un pesce con un corpo ricoperto da grandi scaglie cicloidi sottili. Le scaglie della linea laterale erano rinforzate attorno alla parte tubolare. Il cranio presentava un orbitosfenoide semicircolare nella sezione dorsale dell’orbita e un basisfenoide ben sviluppato. L’opercolo possedeva un ampio processo posterodorsale, mentre opercolo e sottoopercolo mostravano solchi radiali nella parte posteroventrale. Il preopercolo era caratterizzato da un processo triangolare sul margine posteroventrale.
Lo scheletro includeva un cleitro con un’ampia lamina posteriore triangolare, senza postcleitri. La pinna pettorale era composta da otto o nove raggi ed era allungata fino al livello dell’inserzione della pinna dorsale. La pinna pelvica, con nove raggi, era situata immediatamente sotto la metà della dorsale. La pinna dorsale contava dieci o undici raggi e fino a otto supraneurali erano presenti davanti ad essa. La colonna vertebrale era costituita da almeno 23 + 21 vertebre.

## Classificazione
Krumvirichthys brzobohatyi appartiene alla famiglia Bathylagidae, un gruppo di pesci meso- e batipelagici con una documentazione fossile relativamente scarsa. I fossili, descritti per la prima volta nel 2021, provengono dai depositi egeriani della località di Krumvíř e rappresentano la più antica testimonianza verificabile di un membro di questa famiglia.
La presenza combinata di orbitosfenoide e basisfenoide in questa specie richiama in particolare i generi attuali Lipolagus, Melanolagus e Bathylagichthys.